# Umbonia octolineata
Umbonia octolineata är en insektsart som beskrevs av Goding 1930. Umbonia octolineata ingår i släktet Umbonia och familjen hornstritar. Inga underarter finns listade i Catalogue of Life.